# Bjurholms Bryggeri

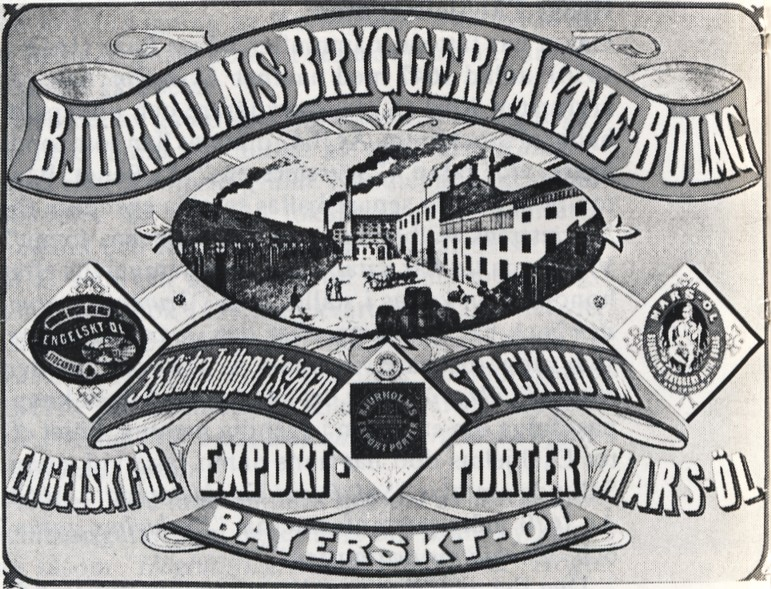
Bjurholms Bryggeriets "Bayerskt Öl"

Bjurholms Bryggeri AB var ett ölbryggeri i kvarteret Täppan vid Södra Tullportsgatan 55 (nuvarande Östgötagatan) på Södermalm i Stockholm. Bryggeriverksamheten fanns kvar till 1910.

## Historik

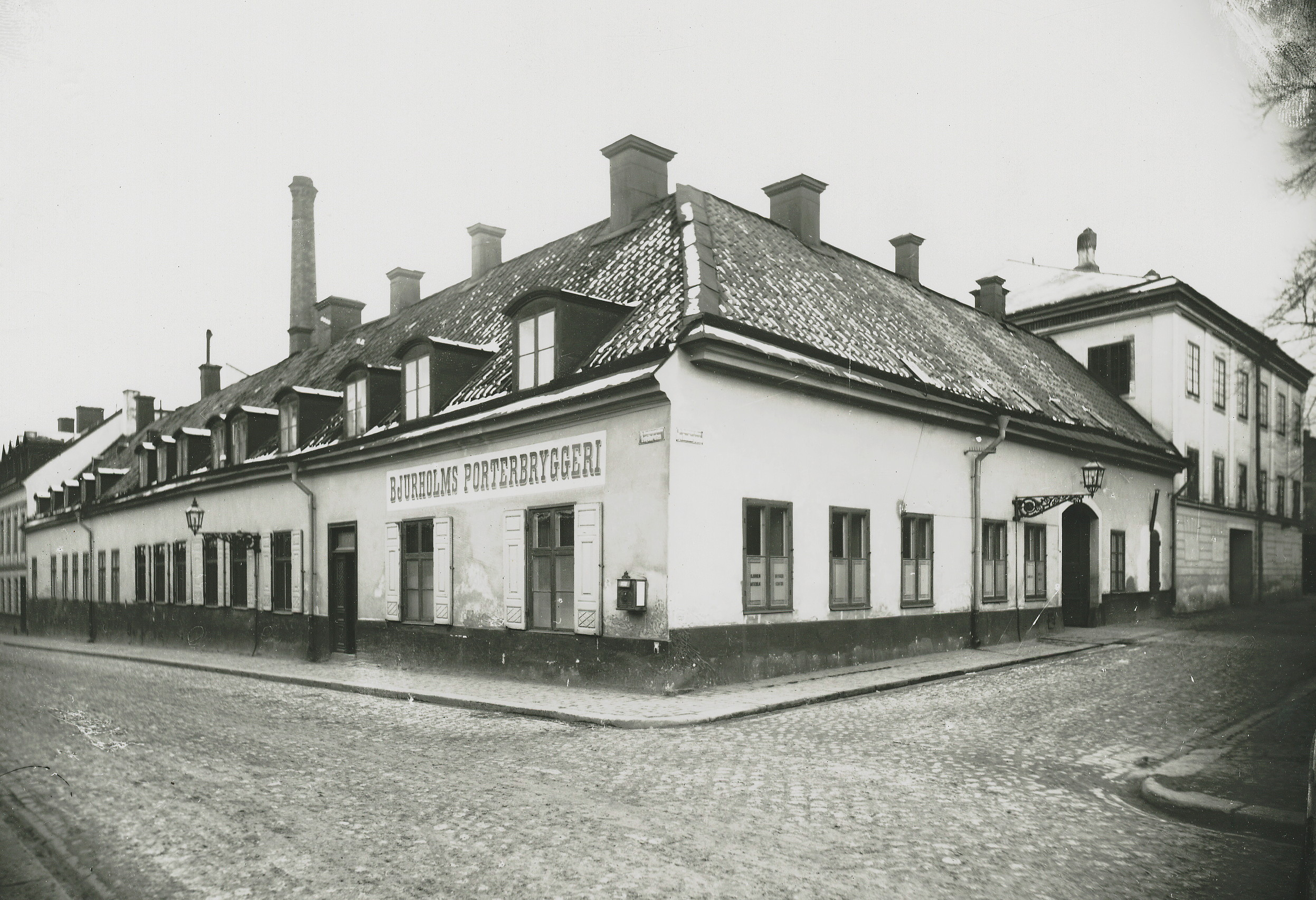
Bjurholms Porterbryggeri 1910.

På denna plats, i kvarteren Plogen, Tegen och Täppan har det bryggts öl sedan 1706. Då höll brännvinsbrännaren Mårten Våland i verksamheten och bryggeriet hade bara några få anställda. År 1852 tog Anders Bjurholm över fabriken som expanderade snabbt. Anders Bjurholm kom från en bondesläkt i Österhaninge socken och konsten att brygga öl hade han lärt sig av brodern Pehr Bjurholm. Anders Bjurholm var en driftig man, han översatte tyska bryggeriböcker, införde öletiketten (1877) och standardiserade den ljusbruna 33 cl ölflaskan (1884), den så kallade knoppflaskan, som blev världens första standardflaska. Han skapade även Svenska Bryggareföreningen och var länge dess ordförande och förgrundsgestalt.
År 1858 började man med stor framgång att brygga bayersk öl, dessutom porter och svagdricka. År 1875 ombildades rörelsen till aktiebolag, vilket gav nytt kapital som möjliggjorde utbyggnad av verksamheten och inköp av moderna tyska bryggerimaskiner. Med tiden blev portertillverkningen en betydande huvudprodukt. Bjurholms porter höll mycket hög kvalitet; på världsutställningen i Paris 1878 fick man en bronsmedalj i konkurrens med engelska tillverkare.
År 1889, när kartellen AB Stockholms Bryggerier bildades, sålde Anders Bjurholm sitt bryggeri till detta konsortium. Fabriken hade då som mest 97 arbetare. Av åldersskäl drog sig Anders Bjurholm efter försäljningen tillbaka från arbetet vid bryggeriet. År 1904 producerades endast porter samt Pale Ale, samtidigt ändrades bryggeriets namn till Bjurholms Porterbryggeri. År 1910 lades verksamheten ner och AB Stockholms Bryggerier upphörde med all produktion av porter, i gengäld erhöll man en summa av 675 000 kronor från porterbryggeriet D. Carnegie & C:o i Göteborg.
I början av 1960-talet revs de flesta byggnaderna; några mindre stod kvar till 1980. I 1960-talets början byggde HSB bostadsrättslägenheter i kvarteret med Per Persson som arkitekt. Idag vittnar namnen Bjurholmsgatan och Bjurholmsplan om kvarterets historia.

## Bilder

Bryggerilokalerna 1957 och 1958 strax före rivningen.
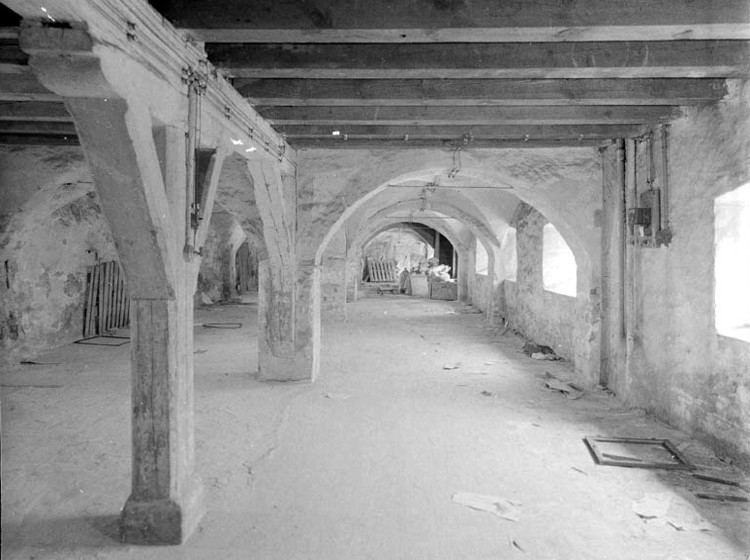
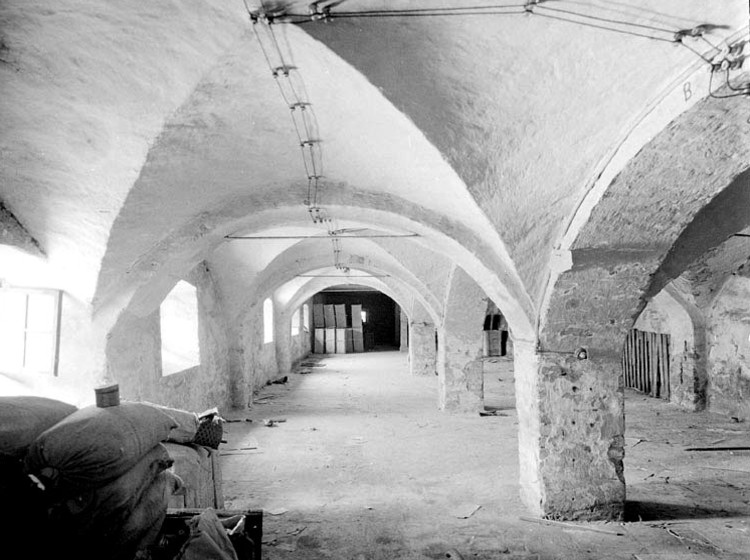
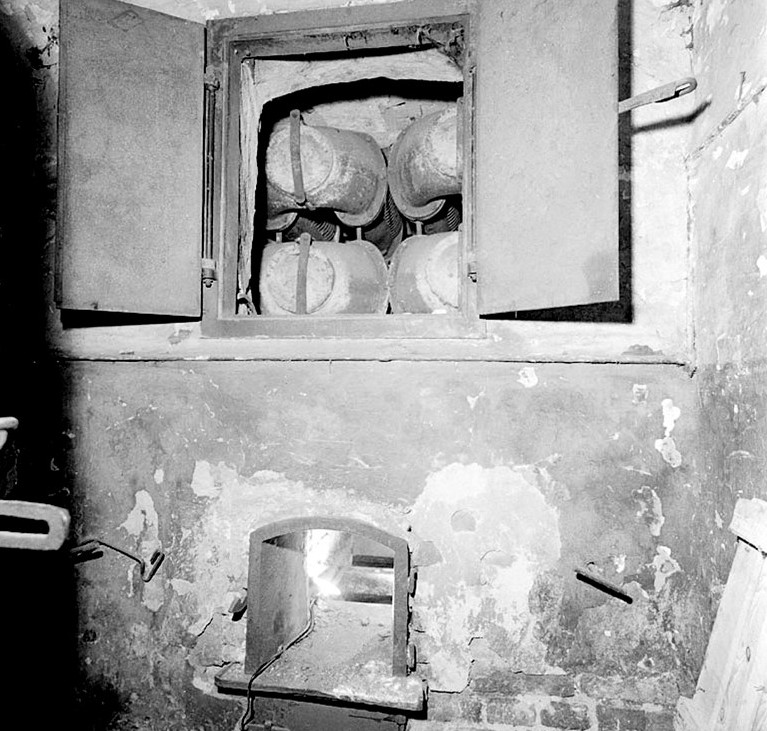
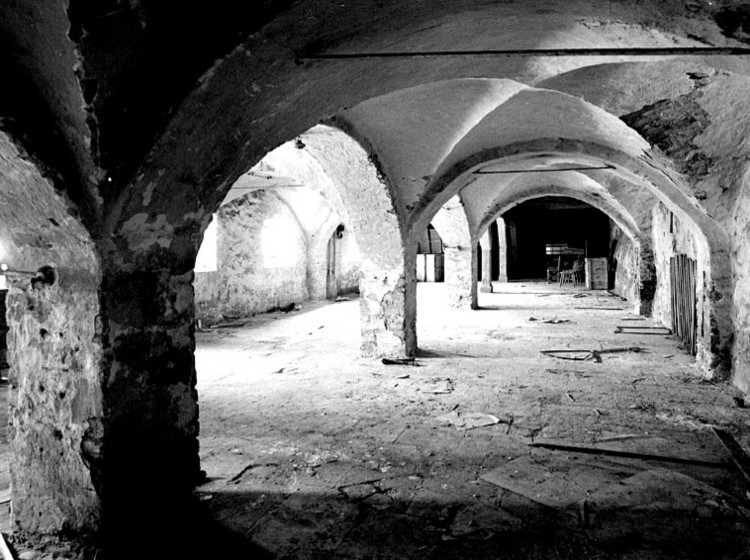